# Chcemy męża
Chcemy męża (alternatywne tytuły: Trzy córki na wydaniu, Warszawka) – polski niemy film fabularny (komedia) z 1916 roku w reżyserii Aleksandra Hertza. Obraz nie zachował się do dziś.

## Obsada
- Mia Mara
- Mary Mrozińska
- Wanda Manowska
- Mura Kalinowska
- Antoni Różycki
- Edmund Gasiński